# Campeonato Mundial de Esgrima de 1948
El XVIII Campeonato Mundial de Esgrima se celebró en La Haya (Países Bajos) en 1948 bajo la organización de la Federación Internacional de Esgrima (FIE) y la Real Federación Neerlandesa de Esgrima.

## Medallistas

### Femenino
| Evento              | Oro                                                                                                 | Plata                                                                              | Bronce                                                                                    |
| ------------------- | --------------------------------------------------------------------------------------------------- | ---------------------------------------------------------------------------------- | ----------------------------------------------------------------------------------------- |
| Florete por equipos | Solveig Jørgensen Karen Lachmann Kate Mahaut Grete Olsen Ulla Barding Kirsten Suhr-Hansen Dinamarca | Ilona Elek Margit Elek Éva Kun Katalin Horváth Magdolna Nyári Ilona Vargha Hungría | Jacqueline Baudot Renée Garilhe Françoise Gouny Alice Karren Louisette Malherbaud Francia |

## Medallero
| Núm. | País      | Oro | Plata | Bronce | Total |
| ---- | --------- | --- | ----- | ------ | ----- |
| 1    | Dinamarca | 1   | 0     | 0      | 1     |
| 2    | Hungría   | 0   | 1     | 0      | 1     |
| 3    | Francia   | 0   | 0     | 1      | 1     |
|      | TOTAL     | 1   | 1     | 1      | 3     |